# I. István Ulászló szerb király
I. István Ulászló (szerbül: Стефан Владислав I), (1195 körül – 1267. november 1.) szerb király 1234-től 1243-ig.
Fivére, István Radoszláv elűzése után jutott a trónra. Emiatt neheztelt rá Szent Száva, a papság és a nép, és mivel pénzhiánya miatt a jövevény szászoknak erdőket, bányákat adott zálogba, megfosztották a tróntól. Utóda öccse, I. István Uros lett.